# When Susannah Cries
"When Susannah Cries" foi o primeiro single internacional do cantor norueguês Espen Lind, tirado de seu álbum Red.
A canção foi lançada originalmente em 1997, na Noruega, onde Lind era conhecido como Sway. Em 1998, o single foi lançado em todo o mundo, alcançando grande êxito internacional.

## Paradas
A música atingiu diversas paradas na Europa e América Latina, tendo se convertido em um dos maiores hits do ano de 1998.
Na Noruega, Lind ficou 6 semanas consecutivas no #1 da parada nórdica e por 20 semanas no Top 20. O single também foi lançado nos Estados Unidos e no Reino Unido, onde alcançou moderado sucesso.

### Posições
| Chart                  | Posição |
| ---------------------- | ------- |
| Noruega VG Top 20      | 1       |
| Suíça Swiss Chart      | 5       |
| Alemanha Deutsch Chart | 9       |
| Austria Top 40         | 10      |
| Holanda Dutch Top 40   | 10      |
| Suécia Svensktoppen    | 34      |
| França Top 100         | 41      |

## CD Single
- Noruega (Lançado como Sway)

1. "When Susannah Cries" (album version)
2. "When Susannah Cries" (instrumental)
3. "When Susannah Cries" (jazz version)

- Europa

1. "When Susannah Cries" (single version)
2. "When Susannah Cries" (acoustic version)

- Reino Unido

1. "When Susannah Cries" (single version)
2. "When Susannah Cries" (instrumental)
3. "When Susannah Cries" (acoustic version)
4. "Messing With Me"